# 机动特性增强系统
机动特性增强系统（英語：MCAS, Maneuvering Characteristics Augmentation System）是波音公司737 MAX客机及KC-46空中加油机独有的一个自动化系统， 旨在防止在起飞爬升、襟翼缩回或低速飞行等特定状况时引发失速。 MCAS使用單一攻角传感器数据，搭配空速、飞行高度等数据来判断飞机是否即将进入失速状态，然后通过调整机尾安定面配平强制将机头下压。

## 背景
失速警告系统在20世纪30年代首先发明，当时使用喇叭警告飞行员。20世纪60年代发明了震杆器，此装置能发出比喇叭更明显、有效的警告。20世纪80年代后通过在客机中引入电传操纵系统，可以根据飞行状况改变飞行员手中控制的感觉，甚至可以在飞行计算机感知到危险情况时超越飞行员的命令，例如即将进入失速前的临界状态。
空中巴士制造的客机比波音更早地采用了电传操纵系统，此系统不允许飞行员进行飞行包线以外的危险动作，且在机上所有系统都正常工作时无法被超控。空中客车于1988年在A320上首先采用了电传操纵。1995年，波音在波音777中引入了一个类似的系统，但可以被飞行员操控。

## MCAS的操作
波音737 MAX采用的LEAP-1B发动机比其他737的发动机更大，推力更强，且发动机吊架更靠前，这导致了飞机增加了一个向上的抬头力矩，容易在更大推力的起飞时段机头上仰引发失速。为了通过FAA适航认证要求，波音参考波音KC-46军用加油机的设计经验在737 MAX上安装了MCAS系统。当飞机处于陡峭转弯、低速及襟翼缩回飞行时，它会自动将机头下压。当飞机迎角超过取决于空速和高度的限制时，系统会在不通知机组的情况下启动。MCAS系统设计允许机组使用驾驶盘上的电动配平电门和操纵台上的安定面配平切断电门来阻斷MCAS的指令。
与之前军用加油机MCAS系统不同，波音KC-46原先MCAS系统依靠多个传感器的输入数据才能作動，且仅有有限的动力来下压飞机的机头。737 MAX机型MCAS系统则仅靠一个迎角传感器数据即可作動，故该系统对安装在飞机外部的迎角传感器的故障很敏感
；而且波音假设MCAS系统被異常作動情况下，机组人员能在几秒之内予以妥善处理。不過，這個假設是錯誤的，因為波音公司沒有在訓練材料中清楚說明MCAS的存在，令機組人員無法正確應對有關情況。

## 配备MCAS的飞机事故
截止2019年，有两架配备MCAS系统的波音737 MAX坠毁：狮子航空610号班机，以及五个月后的埃塞俄比亚航空302号班机，共造成346人罹难。对狮子航空610号班机的初步调查结果表明，MCAS可能收到了错误的攻角传感器数据并导致失控。MCAS系统的故障“现在被视为两个事故的潜在原因”。 并且，波音公司及FAA在印度尼西亚狮子航空610号班机坠毁后向所有波音737 MAX操作者推荐的MCAS系统故障情况下紧急应对措施并不具充分的有效性。

### 波音737 MAX全球禁飞
在埃塞俄比亚航空302号班机的事故调查结果出来之前，于2019年3月，整个波音737 MAX机队在全球被禁飞。

## 事故后续

### 波音的反应
波音公司引用了一项印度尼西亚的调查结果，称狮子航空班机坠毁是一次错误的维修造成的。
波音推出了软件升级，通知飞行员攻角传感器故障。这是MCAS系统的关键组成部分。该公司在2019年3月11日称，它将在未来几周内部署到飞机运营商。 2019年3月27日，波音正式召开全球记者会，公布了备受争议、众所瞩目的MCAS系统更新方案细节，及飞行员驾驶波音737 MAX规定培训的新增内容。
2019年4月4日，埃塞俄比亚交通部公布最近空难的初步调查报告之后，波音承认在两次空难中MCAS系统均因错误的攻角信息而被启动，并允诺将消除这一风险。  4月29日，波音首席执行官在投资者年度大会后新闻发布会上声称波音737 MAX整体设计没有问题；两次空难的产生是因为飞行员没能完全依从波音提供的驾驶规则。
2019年5月6日，波音承认在两次事故发生一年多前即已知道一个部署错误：原先计划作为波音737 MAX标配的迎角传感器故障警示系统在交付客户时被错误地配置为增值选项。 
2019年5月18日，波音首次承认737 MAX系列供培训飞行员的飞行模拟器软件存在失真和缺陷，并发表声明称：已经对该软件进行了修正并计划为设备操作员提供额外的信息。
因对相关问题处理不当，波音首席执行官穆伦伯格于2019年12月23日被迫辞职。

### 各民用航空监管部门的反应及调查
据西雅图时报报道，一旦波音737 MAX新的修改完成，欧洲航空安全局将派试飞员对该机型进行测试，并对包括MCAS系统在内的飞行安全关键系统进行独立于FAA的审查。
2019年9月26日，美国国家运输安全委员会发表报告指出，波音公司在设计波音737 MAX飞行控制系统时，对机组人员面对多个警告与指示的反应与处理速度、准确度作出了不切实际的假设；波音公司及美国联邦航空管理局（FAA）在该机型适航认证测试过程中对相关的故障与失效模式（例如错误攻角传感器数据导致MCAS系统的激活）未能作出充分的风险评估及模拟。
由美國及包括欧洲、中国、巴西等區域、國家航空监管人员所組成的联合机构技术审查（Joint Authorities Technical Review，JATR），在近期对媒体公开的报告书中批评FAA未能对MCAS系统的整体功能和安全性做出充分的复查，并批评波音公司在737 MAX适航认证过程中提供了简略和过时的技术数据、对MCAS系统未做足够的压力测试。
2019年10月25日，印尼航空监管机构公布了狮航610号航班空难调查报告。调查人员指出，波音737 MAX MCAS系统设计、该机型交由美国联邦航空局的适航认证过程，以及波音未能向737 MAX的飞行员提供有关MCAS系统的任何信息、狮航对攻角传感器的维修失误与两名飞行员应变能力不足等问题，是导致事故发生的主要原因。
在10月30日美国国会听证会中，众议院运输和基础设施委员会公布的材料显示，早在2015年波音公司一名工程师就对波音737 MAX MCAS系统面对单一攻角传感器失效的安全性感到忧虑，并建议在737 Max客机中加入备用的“冗余系统”。